# 신구중 (1682년)
신구중(慎龜重, 1682년 11월 10일 ~ 1744년 7월 27일)은 조선 후기의 문신, 학자이다. 자(字)는 원서(元瑞), 호(號)는 외와(畏窩), 원서당(元瑞堂)이고, 본관은 거창이다.
1711년(숙종 37년) 생원이 되고, 음서로 관직에 올라 통덕랑(通德郞) 재직 중 1727년(영조 3년) 증광문과(增廣文科)에 병과 21등으로 급제하였다.
승정원가주서, 승정원사변가주서를 거쳐 사헌부감찰, 병조정랑을 거쳐 용강현령으로 나갔다. 1739년 단경왕후의 복권 및 신수근 등을 복관할 때 영조가 그를 서용하고자 했으나, 어느 관료의 방해로 임용되지 못하다가 그해 8월 병조정랑에 재기용되고 비변사낭청직을 겸직했다. 이후 종묘서령으로 재직 중 아들 신후담이 정리한 온릉지 2권을 영조에게 올렸다. 병조좌랑 겸 춘추관기주관에 이르렀으며 사후 증 예조참판 겸 동지, 홍문관제학에 추증되었다. 신무의 문인이다.
1739년 단경왕후 복위 과정에서 영조가 단경왕후의 일족이 억울하게 죽은 사연을 물어본 뒤, 임금이 친히 단경왕후능에 거동 후 그를 불러서 특별히 대접하고 그를 기용하고자 하였으나, 중간에 그 정승이 그를 혹평하고 이를 막아 기용되지 못했지만 그해 8월 영조그 가를 병조정랑 겸 비변사낭청으로 그를 불러들였다.

## 생애
아버지는 신승복의 7대손인 삼수현감 신지일인데, 신승선의 7대손이자 신수근의 6대손 통덕랑 신휘오의 양자로 입양되었다. 서종조부 신무의 문하에서 글과 학문을 배웠는데, 그는 관설 허후의 문인으로, 허후는 미수 허목의 8촌형이며, 한강정구의 문하에서 수학했고, 여헌 장현광의 문하에서도 수학하였다.
1711년(숙종 37년) 식년시 생원과에 1등 3위로 합격하여 생원이 되고, 음서로 관직에 올라 통덕랑(通德郞)으로 재직 중 1727년(영조 3년) 증광문과(增廣文科)에 병과 21등으로 급제하였다.
1727년(영조 3년) 8월 승정원가주서가 되었다. 그해 11월 병이 있는 가주서 권집 대신 다시 승정원가주서에 임명되었다. 이때 좌승지 채성윤(蔡成胤)의 건의로 군직을 겸직하였다. 11월 12일에 사직했다가 그해 12월 다시 사변가주서로 임명되고 좌부승지 이중관(李重觀)의 건의로 군직을 겸하였다. 같은 달 돈의문(敦義門) 밖에 있는 좌의정 조태억(趙泰億)의 집에 파견되어 명소패를 전달하고 돌아왔으며, 그달 말 의금부에 연행되어 추고를 받기도 했다.
이후 사헌부감찰, 병조정랑을 거쳐 용강현령(龍岡縣令)으로 나갔다. 용강현령 재직 중, 조정 고위 관료의 서자가 행패를 부려 아무도 제지못하는 것을 엄벌에 처하였다. 이후 그 고위직의 미움을 사서, 신상에 해로울 것을 예상하고 1733년 스스로 관직을 사직하고 고향으로 내려갔다.
1739년 단경왕후 복위 과정에서 영조가 단경왕후의 일족이 억울하게 죽은 사연을 물어본 뒤, 임금이 친히 단경왕후능에 거동 후 그를 불러서 특별히 대접하고 그를 기용하고자 하였으나, 중간에 그 정승이 그를 혹평하고 이를 막아 기용되지 못하였다. 이후 온릉(溫陵) 보수를 맡겼다. 창덕궁(昌德宮) 선정전(宣政殿)에서 영조를 알현하고 중종의 정비 단경왕후(端敬王后)가 임종하였을 때 후사(後事)가 없으니 단경왕후의 친정조카 중 한 명인 신사원(慎思遠)이 처음에는 제사를 받들었으나 신사원에게도 아들이 없어 심수겸(沈修謙)이 제사를 받들었고, 심수겸에게도 아들이 없어 심수겸의 사위 이 모(李모)가 제사를 받들다가 집이 가난하여 제사를 제대로 받들지 못하고 신위(神位)만 모시고 있다가, 자신의 조부 신희가 신위를 모셔와 제사를 지냈고 종가집에 후사가 없어 자신의 부친 신휘오가 제사를 모셨다고 고하였다. 그해 8월 병조정랑에 제수되고 비변사낭청을 겸임하였다.
1742년(영조 18년) 종묘서령(宗廟署令)에 제수되고 그해 6월 아들 신후담이 정리한 온릉지 2권을 영조에게 올렸다. 병조좌랑 겸 춘추관 기주관에 이르렀다. 이때 영조가 명하기를 '신귀중을 청현직(淸顯職)의 명단에 통망(通望)하라' 하였으나, 이조전랑들이 매번 자신은 그의 얼굴을 모른다는 이유로 반대하였다. 누군가 그에게 뜻을 굽혀 그들에게 아부할 것을 권하였으나 역시 꿈쩍도 하지 않았다. 후에 임금이 전교하며 한탄하기를 '내가 신귀중 한 사람 쓰고자 하는 것도 마음대로 할 수 없으니, 이런 상태에서 인재를 얻을 수 있겠는가.'라고 하였다.
묘갈문은 아들 신후담의 스승인 성호 이익이 지었다. 1789년(정조 14년) 증 가선대부 예조참판(贈 嘉善大夫 禮曹參判) 겸 동지경연의금부사 홍문관제학 동지춘추관성균관사 오위도총부부총관(同知經筵義禁府事 弘文館提學 同知春秋館成均館事 五衛都摠府 副摠管)으로 추증 되었다.

## 기타
1737년 집안 족보의 편찬에 참여하였다.

## 같이 보기
| - 단경왕후 - 신수근 - 신승선 - 신후담 - 허후 - 허목 - 윤휴 | - 윤선도 - 이서우 - 중모현주 - 거창군부인 신씨 - 이인좌의 난 |

## 참고 자료
- 승정원일기
- 비변사등록
- 영조실록
- 성호사설